# Antoni Oriol i Buxó
Antoni Oriol i Buxó (Reus, 20 de setembre de 1833 - Barcelona, 1 de gener de 1892)va ser un orfebre i argenter català, fundador de l'empresa A. Oriol.
Fill de Pau Oriol Carbonell d'ofici veler i d' Anna Boixó Freixa nascuts a Reus. Aprenent de diversos argenters reusencs, es traslladà a Barcelona, on el 1850 va obrir un taller al Born, que amplià el 1854, i aviat es va fer conegut per la qualitat de les seves peces d'orfebreria, predilectes de l'alta societat barcelonina. Realitzà algunes peces per a Isabel II, entre altres una diadema i un collar de brillants, classificats com a obres de difícil superació. Realitzà també un gran nombre d'objectes religiosos: custòdies, calzes, copons i altres peces. El taller va ser continuat pel seu fill Antoni Oriol Ballvè (Barcelona 1867-1940) i després pels seus descendents.